# Opuntia engelmannii

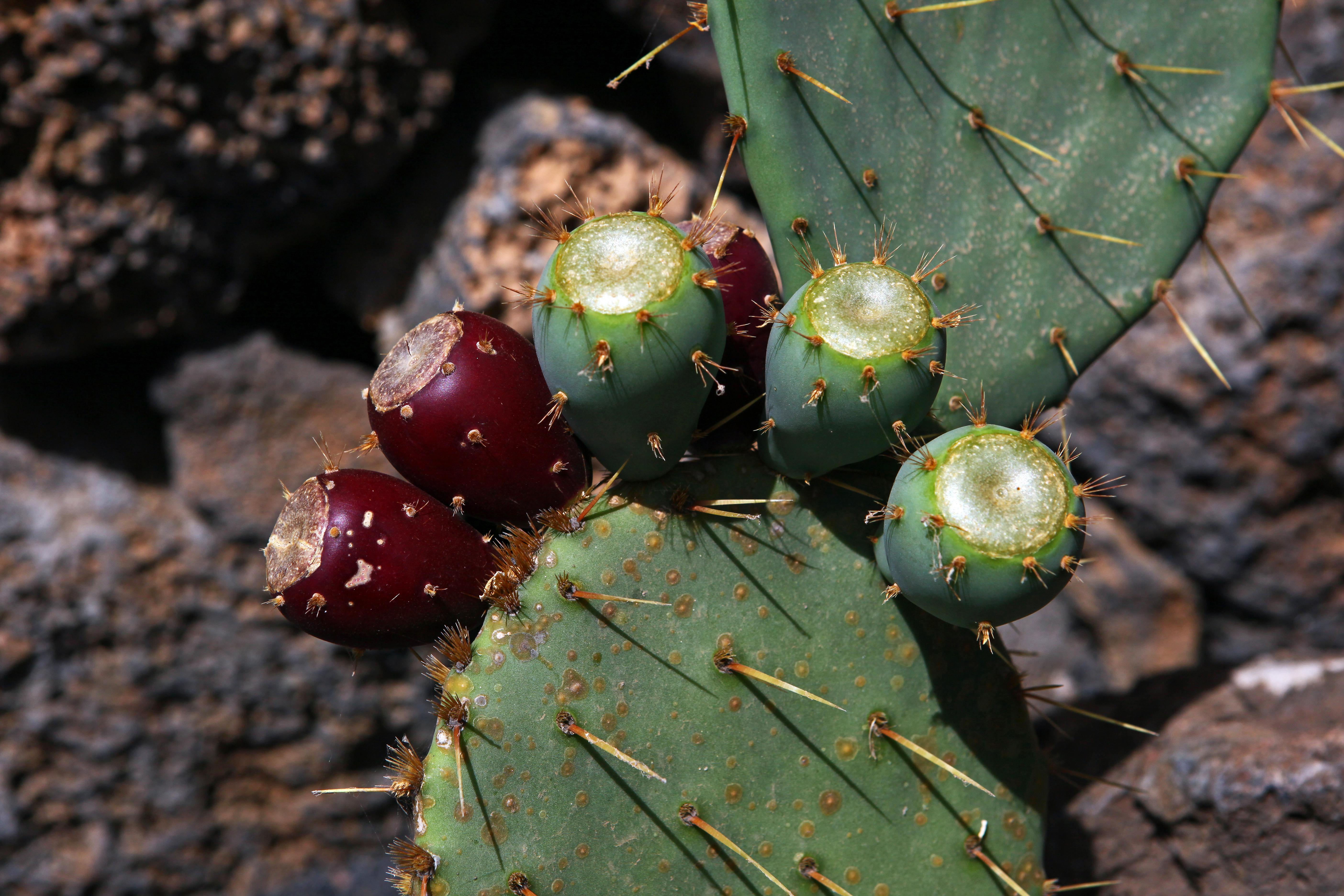
Früchte

Opuntia engelmannii ist eine Pflanzenart in der Gattung der Opuntien (Opuntia) aus der Familie der Kakteengewächse (Cactaceae). Das Artepitheton engelmannii ehrt den US-amerikanischen Botaniker George Engelmann.

## Beschreibung
Opuntia engelmannii wächst strauchig mit zahlreichen aufsteigenden oder der Länge nach hingestreckten Zweigen. Sie bildet dichte Polster, die eine Wuchshöhe von bis zu 3,5 Metern erreichen. Ein Stamm wird nur selten ausgebildet. Die umgekehrt-eiförmigen bis runden, gelegentlich länglichen Triebabschnitte sind grün bis selten blaugrün. Sie sind 15 bis 30 Zentimeter lang, 12 bis 20 Zentimeter breit und bis zu 2 Zentimeter dick. Die elliptischen, 2,5 bis 4 Zentimeter auseinanderstehenden Areolen tragen gelbe Glochiden die im Alter braun werden. Die 1 bis 8 Dornen, die an den unteren Areolen manchmal auch fehlen können, sind sehr variabel und liegen nahe der Oberfläche der Triebabschnitte. Sie sind gelblich, pfriemlich, leicht abgeflacht und werden zwischen 1 und 6 Zentimeter lang.
Die gelben, manchmal rötlichen Blüten erreichen eine Länge und einen Durchmesser von 5 bis 8 Zentimeter. Die fleischigen, violetten Früchte sind umgekehrt-eiförmig bis länglich. Sie sind 3 bis 7 Zentimeter lang und weisen einen Durchmesser von 2 bis 4 Zentimeter auf.
Die Chromosomenzahl beträgt 2n = 66.

## Verbreitung, Systematik und Gefährdung
Opuntia engelmannii ist in den US-Bundesstaaten Arizona, New Mexico, Texas, Oklahoma und Louisiana in Höhenlagen von 150 bis 1800 Metern verbreitet. Von dort erstreckt sich das Verbreitungsgebiet durch Nord- und Mittelmexiko südlich bis in die mexikanischen Bundesstaaten San Luis Potosí, Tamaulipas und Hidalgo.
Die Erstbeschreibung wurde 1850 von George Engelmann veröffentlicht, der den von Joseph zu Salm-Reifferscheidt-Dyck vergebenen Namen nutzte.
Es werden folgende Varietäten unterschieden:
- Opuntia engelmannii var. engelmannii
- Opuntia engelmannii var. flavispina (L.D.Benson) B.D.Parfitt & Pinkava
- Opuntia engelmannii var. flexospina (Griffiths) B.D.Parfitt & Pinkava
- Opuntia engelmannii var. laevis (J.M.Coult.) Felger
- Opuntia engelmannii var. lindheimeri (Engelm.) B.D.Parfitt & Pinkava
- Opuntia engelmannii var. linguiformis (Griffiths) B.D.Parfitt & Pinkava

In der Roten Liste gefährdeter Arten der IUCN wird die Art als „Least Concern (LC)“, d. h. als nicht gefährdet geführt. Die Entwicklung der Populationen wird als stabil angesehen.

## Verwendung
Von den Pima werden erwärmte Triebabschnitte von Opuntia engelmannii auf die Brüste einer neuen Mutter gelegt um deren Milchfluss anzuregen.

## Nachweise